# Evangelische Kirche (Lardenbach)

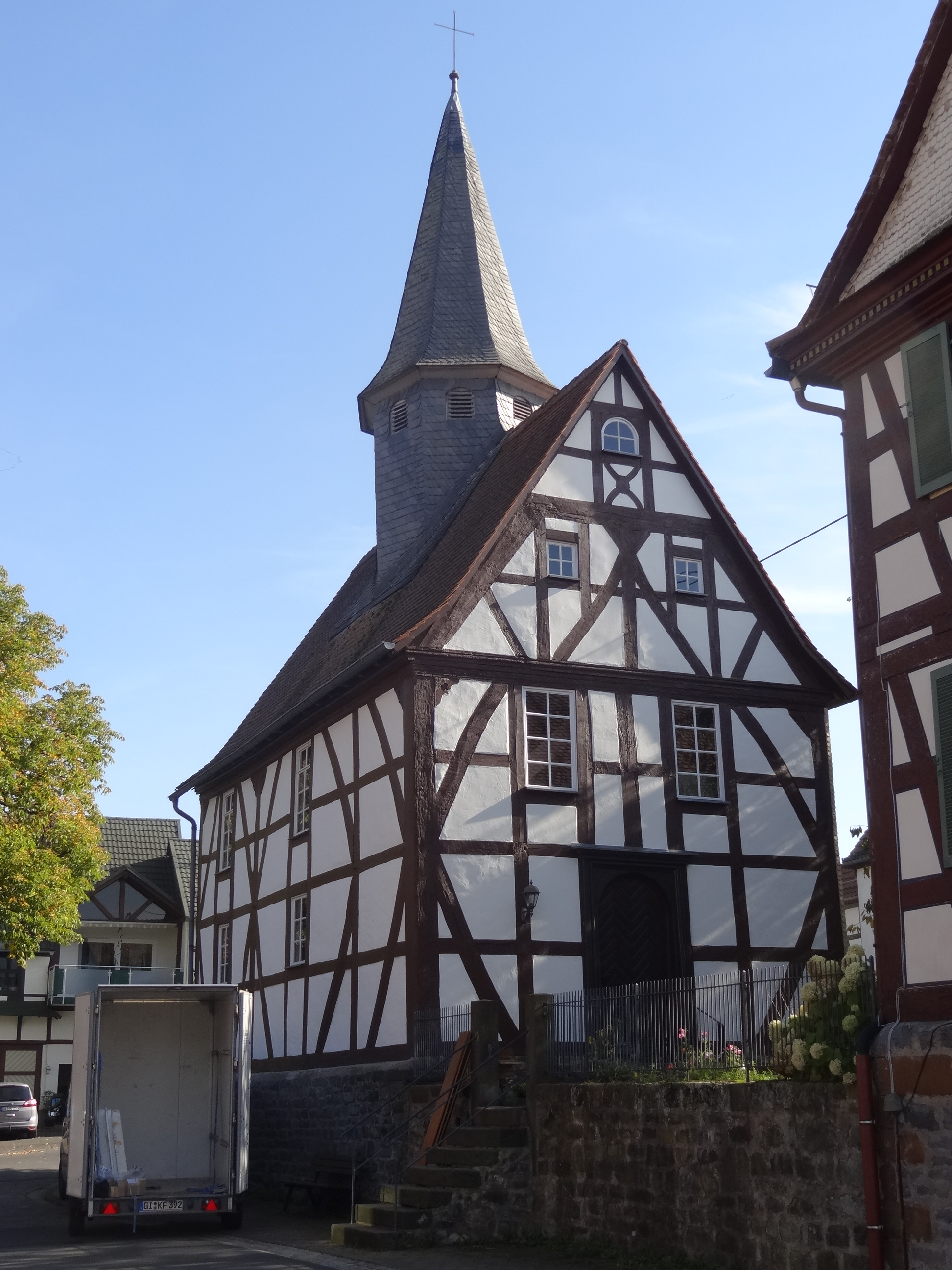
Kirche von Nordwesten

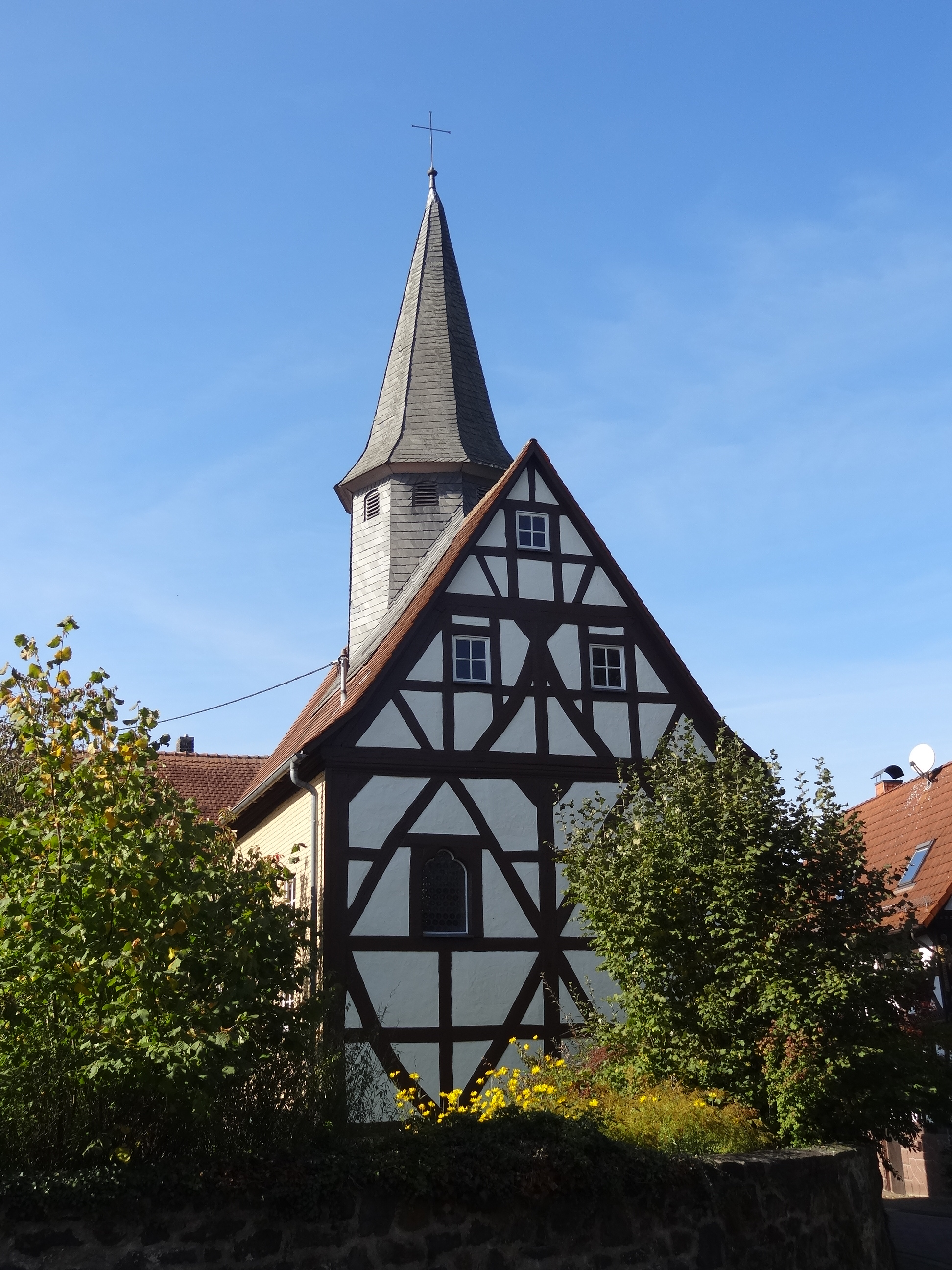
Östliche Giebelseite

Die Evangelische Kirche in Lardenbach, einem Stadtteil von Grünberg im Landkreis Gießen (Mittelhessen), wurde im Jahr 1657 errichtet. Die Fachwerkkirche mit Dachreiter prägt das Ortsbild und ist hessisches Kulturdenkmal.
Die Kirchengemeinde Lardenbach/Klein-Eichen gehört zum Dekanat Gießener Land in der Propstei Oberhessen der Evangelischen Kirche in Hessen und Nassau.

## Geschichte
Ursprünglich war Lardenbach vermutlich Filiale von Groß-Eichen, in der dokumentierten Zeit war es ein Filialort von Freienseen und unterstand dem Laubacher Patronat. Mit Einführung der Reformation im Jahr 1544 wechselte Lardenbach zum evangelischen Bekenntnis.
Zimmerleute aus Echzell errichteten im Jahr 1657 die Kirche anstelle einer kleinen Vorgängerkapelle. Der Bau musste von den 22 Familien („Nachbarn“ genannt) der Dorfgemeinschaft finanziert werden, die 234 fl. von insgesamt 619 fl. der Baukosten aufbrachten. Da die eigenen Mittel nicht ausreichten, zogen „Kollektanten“ bis in die entfernte Grafschaft Bentheim, aus der die Patronatsherrin Amöne Elisabeth von Bentheim-Steinfurt gebürtig stammte. Eine alte Glocke und einige Hölzer aus dem Fachwerk-Vorgängerbau wurden für den Neubau übernommen. In einer Inschrift auf einem Ständer im Dachstuhl ist zu lesen: „1657 JOHANES RVHL ET CVRT DRESLER BVRGEMEISTER DA DIESE KIRCH . IST GEBAVT. AL. L.“. Die alte Altarplatte wurde ebenfalls übernommen.
Bis 1717 diente die Kirche nur für Beerdigungen, gelegentliche Andachten und zu Beginn des 18. Jahrhunderts für 14-tägliche Lesepredigten. Gegen den Widerstand der Lardenbacher, die noch an den Baukosten zu tragen hatten, wurde die Kirchengemeinde 1717 mit den Nachbarsiedlungen Solms-Ilsdorf, Flensunger Hof und Stockhäuser Hof zur selbstständigen Pfarrei erhoben. In diesem Zuge verbreiterte man 1717 die Männerempore an der Langseite und baute im Chor eine „Burschenbühne“ ein. 1750 wurde die eingefallene Decke erneuert, 1775 im Zuge des Orgelneubaus eine weitere Chorempore vor der Burschenbühne eingebaut und 1799 der Kirchturm saniert.
Im Jahr 1815 erhielt die hölzerne Inneneinrichtung einen Anstrich aus Ölfarbe. 1857 wurden die Fenster ersetzt. Bis 1865 verband ein hölzerner Triumphbogen den Chorraum mit dem Schiff, der im Zuge des Orgelneubaus entfernt wurde. Der Innenraum wurde in diesem Jahr eingreifend umgestaltet, der vergitterte Stuhl links hinter dem Bogen entfernt und die Wendeltreppe von der nordöstlichen Ecke in die südöstliche Ecke umgesetzt.
Pläne im Jahr 1968, die Kirche abzureißen, wurden nicht umgesetzt. Das Fachwerk wurde im Jahr 1976 freigelegt und nur die Südseite wieder verschindelt. 1978/1979 wurden die Gemeinden Klein-Eichen und Lardenbach pfarramtlich vereint. Im Rahmen einer umfassenden Innenrenovierung in den Jahren 1984/85 wurde die 1717 verbreiterte Männerempore wieder zurückgebaut, die Orgelempore tiefergelegt und die Orgel von der rechten Seite mittig aufgestellt. Der Triumphbogen und der kleine Bogen über der Kanzel wurden nach alten Bildern rekonstruiert, Wandmalereien freigelegt, die Bänke unter Einbeziehung der alten Wangen erneuert, der mittelalterliche Altar versetzt und saniert sowie an der Decke wieder Stuckornamente angebracht.

## Architektur

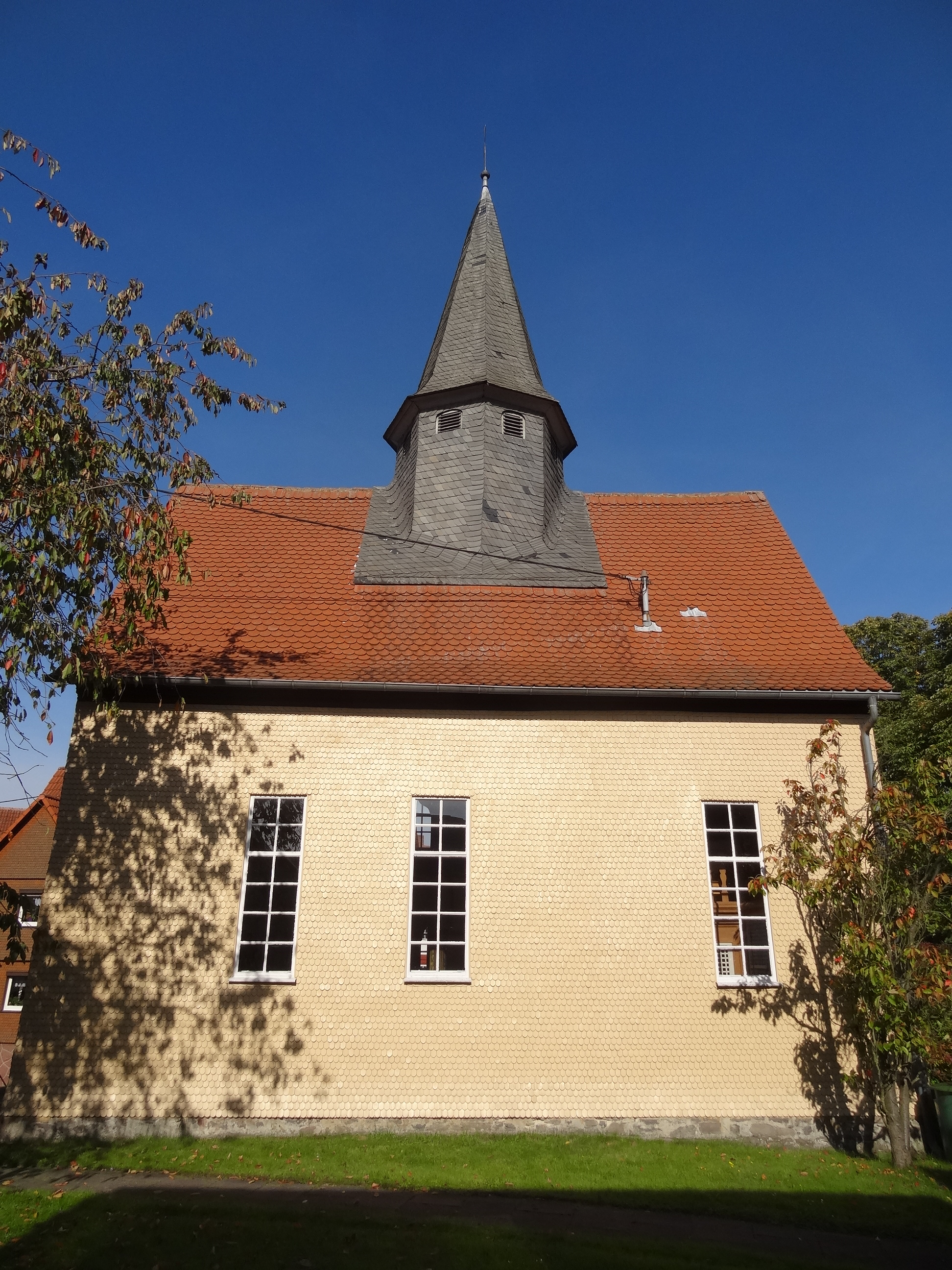
Verschindelte Südseite

Die annähernd geostete Saalkirche ist auf einem schmalen rechteckigen Grundriss (11,80 × 7,10 Meter) im Ortskern unmittelbar an einer Straße errichtet. Bis 1827 wurde der Bereich um die Kirche als Friedhof genutzt. Der Giebelbau gilt als „eine der ältesten und eigenwilligsten Fachwerkkirchen des Vogelsbergraumes“. Das hohe Satteldach (Firsthöhe 11,00 Meter) mit Blattziegeln hat mittig einen achteckigen, verschieferten Dachreiter, der in einen achtseitigen Spitzhelm übergeht und eine Höhe von 19,30 Meter erreicht und von Turmknopf und einem schlichten Kreuz ohne Wetterhahn bekrönt wird. Der Dachstuhl weist eine liegende Konstruktion auf, bei der schräg nach außen geneigte Stuhlsäulen das Dach tragen.
In Ständerbauweise gliedern drei umlaufende Riegel die Mauern in vier fast gleich hohe Ebenen. Sie werden durch rautenförmige Querstreben verbunden, die sich zu einem großen Andreaskreuz zusammenfügen. Die wandhohen Eckständer werden teils durch kurze ornamentale Kopfbänder und Winkelhölzer verziert. Die horizontalen Balken im Giebel sind profiliert. Im Giebel ist das Motiv „wilder Mann“ zu sehen. An der Nordseite stützen leicht gebogene Streben, die je zwei Gefache einnehmen, die beiden Eckständer und zwei Bundständer. Die Eckständer und der östliche Bundständer haben Kopfwinkelhölzer, die mit geschnitzten Ornamenten verziert sind. Die Giebelseiten sind symmetrisch aufgebaut und reich verstrebt. An der Außenseite sind Abbundzeichen erhalten.
Die Südseite ist verschindelt. Die Fenster datieren von 1857. Die Kirche wird an der Südseite durch drei hohe rechteckige Fenster und an der Nordseite durch zweimal zwei kleine Rechteckfenster in zwei Ebenen belichtet. Die westliche Giebelseite verfügt über zwei kleine rechteckige Fenster, die Ostseite über zwei gotisierende, hölzerne Dreipassfenster. Das östliche Giebeldreieck hat drei kleine quadratische Fenster, das westliche zwei quadratische Fenster und in der Spitze ein kleines Rundbogenfenster, unter dem ein Feuerbockmotiv gearbeitet ist. Die alte Fensterumrahmung an der Südseite hinter der Kanzel wurde 1984 aufgefrischt und die anderen Fenster, die keine Farbreste aufwiesen, in analoger Weise bemalt. Die Kirche wird über ein rundbogiges Westportal erschlossen.

## Ausstattung

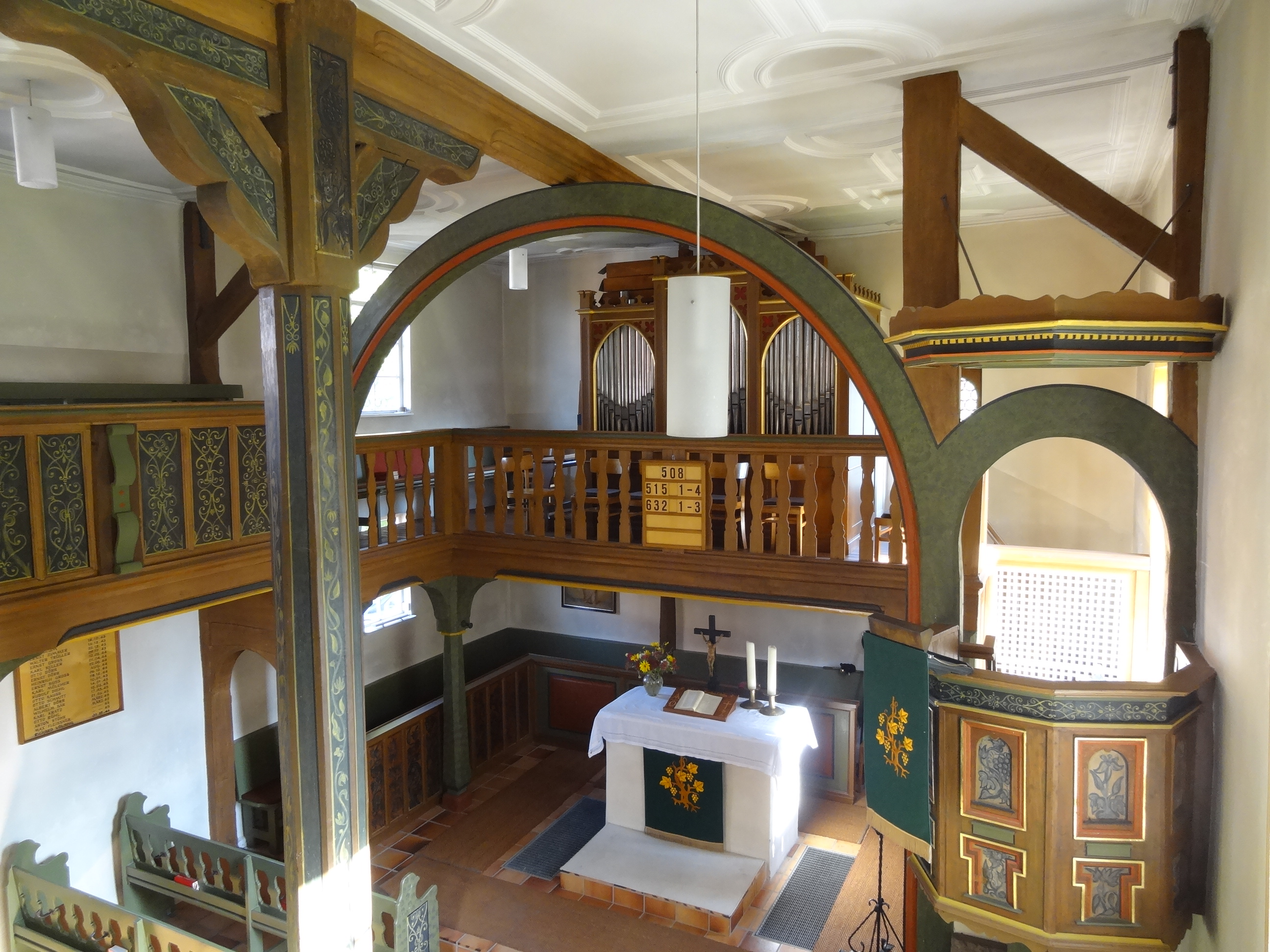
Blick in den Altarraum

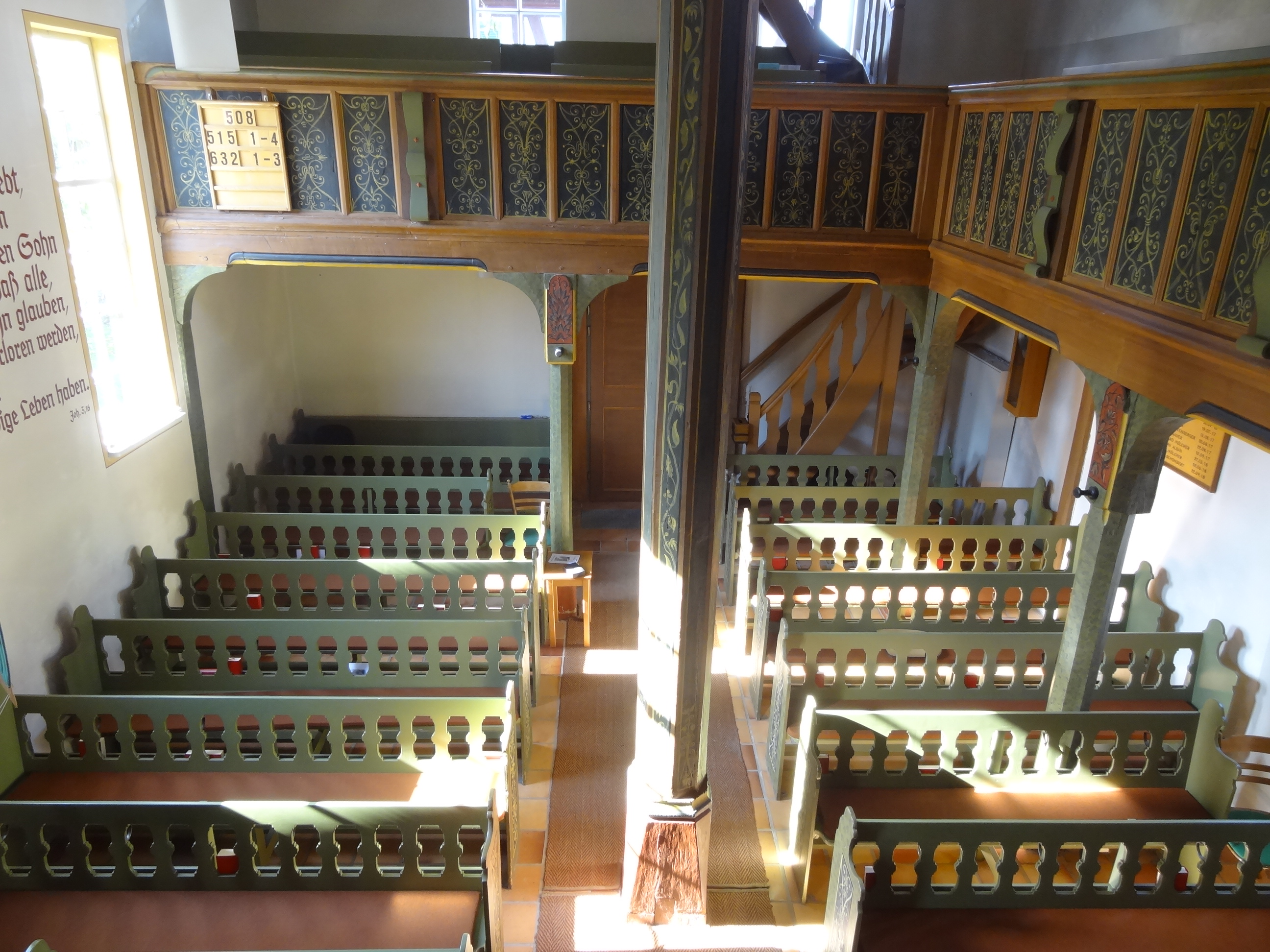
Innenraum Richtung Westen

Der mehrfach umgebaute Innenraum wird von einer Flachdecke mit Lehm-Häcksel-Unterputz mit Stuckornamenten abgeschlossen, die im Baujahr der Kirche oder im Zuge einer (teilweisen) Erneuerung der Decke im Jahr 1750 angebracht wurden. Möglicherweise diente die Decke der Kirche in Schlitz als Vorbild. Der Längsunterzug ruht auf einem achteckigen, bemalten Mittelpfosten mit zwei Kopfknaggen. Ein Karniesprofil leitet vom achteckigen Pfosten auf den viereckigen Fuß über, der abgeschrägte Kanten aufweist. Die dreiseitig umlaufende Empore stammt zum Teil aus der Erbauungszeit, wurde 1717 an der Langseite verbreitert, 1775 um die östliche Orgelempore erweitert und 1984/85 im Bereich der Männerempore verändert. Das Gestühl von 1984/85 verfügt noch über die alten Wangen, deren Bemalung restauriert wurde. Es lässt einen Mittelgang frei. Der Fußboden wurde im selben Jahr neu mit Schwabenröder Platten belegt.
Der Altar aus Bruchsteinmauerwerk hat eine Basaltplatte aus vorreformatorischer Zeit, auf der zwei Weihekreuze angebracht sind. Zwei Grabsteine aus rotem Sandstein sind unter der Kanzel und im Chor aufgestellt. Sie dienten bis 1910 im Pfarrhaus als Fußbodenplatten und waren bis 1985 vor der Kirche aufgestellt. Ein Grabstein wurde für die beiden Töchter von Pfarrer Müller angefertigt, die 1754 aufgrund von Pocken mit anderthalb Jahren verstorben waren. Das vergoldete Altarkreuz und die silbervergoldete Patene wurden 1857 angeschafft. Die Altarbibel und die hölzerne Auflage mit Intarsienarbeit wurden im Jahr 1985 gestiftet.
Im Erbauungsjahr der Kirche schuf Alexander Madern die polygonale Kanzel an der Südseite mit Schalldeckel. Die obere Füllung auf den Brüstungsfeldern des Kanzelkorbs ist rundbogig, die untere Füllung T-förmig. Die Kanzel wurde 1857 neu verziert. Der Deckel war ursprünglich wohl am Bogen befestigt, wurde bei der Renovierung 1865 zusammen mit ihm entfernt, 1910 aber wieder saniert und angebracht. Am Kanzelaufgang hängen Fotos der ehemaligen Pfarrer ab 1865.

### Orgel

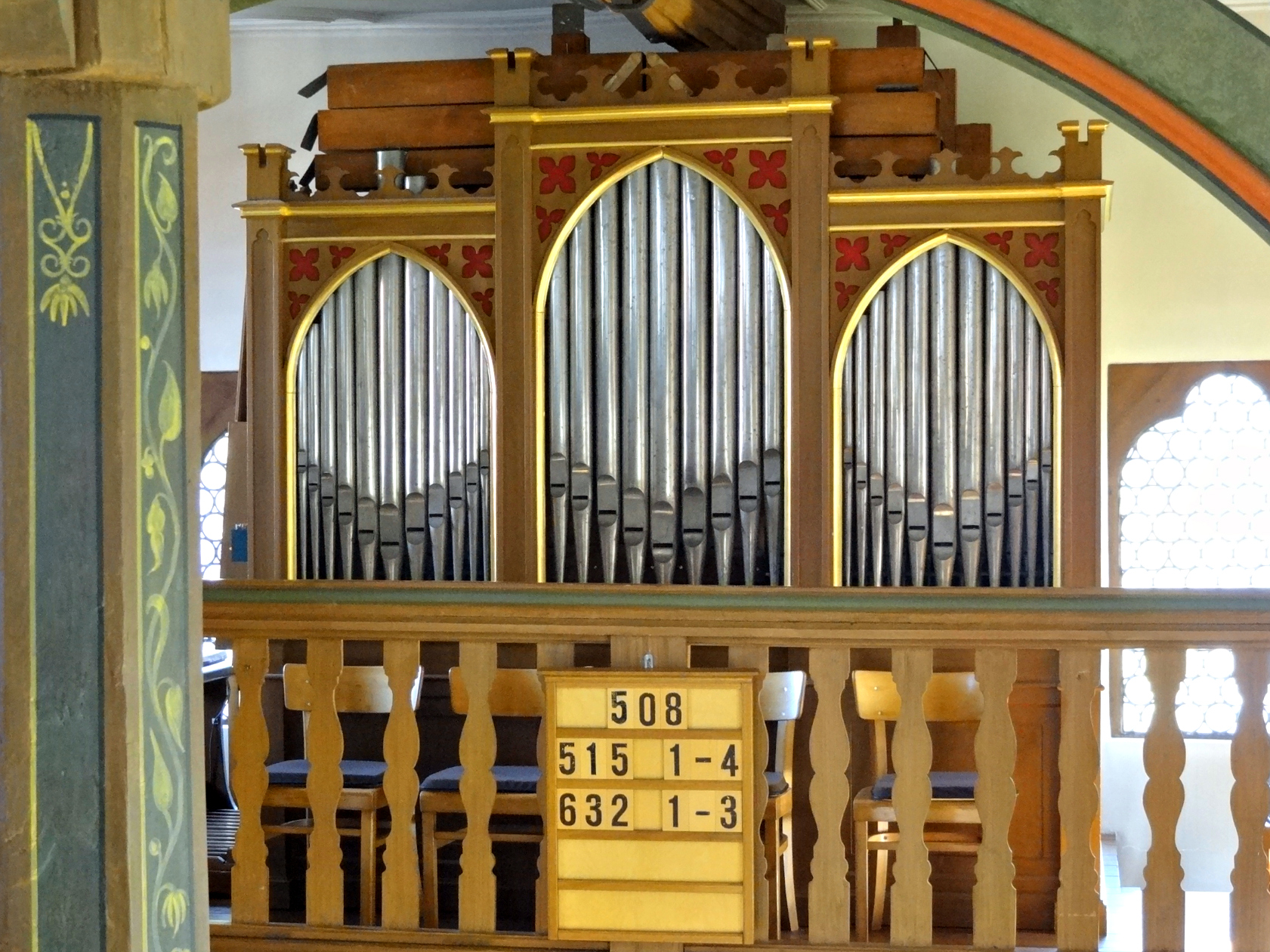
Orgel

Eine erste Orgel wurde im Jahr 1775 angeschafft, die 1816 von Johann Georg Bürgy repariert wurde und 1855 ein angehängtes Pedal erhielt. Die Orgelbauer Finkenauer & Embach, Gesellen von Hermann Dreymann, bauten im Jahr 1865 eine neue Orgel mit sechs Registern. Sie wurde 1967 von Förster & Nicolaus Orgelbau überholt. Die Orgel ist einschließlich der originalen Prospektpfeifen erhalten. Bis 1984 stand sie rechts auf der Ostempore, seitdem mittig auf der abgesenkten Empore.
Das Instrument weist folgende Disposition auf:
| Manual C–f3     |    |
| Geigenprinzipal | 8′ |
| Salicional      | 8′ |
| Großgedackt     | 8′ |
| Octav           | 4′ |
| Mixtur III      | 2′ |

| Pedal C–h0 |     |
| Subbaß     | 16′ |

- Koppeln: I/P

### Glocken
Der Dachreiter beherbergt ein Dreiergeläut aus Bronze. Die alte Glocke mit altgotischer Inschrift, die zwischen 1250 und 1350 gegossen wurde, stammt aus der alten Kirche und ist eine der ältesten der Gegend. 1749 wurde eine alte Glocke verkauft und von Benedict und Johann Schneidewind 1749 in Frankfurt zwei Glocken hinzugegossen. Die kleinere dieser beiden Glocken sprang im Jahr 1789 und wurde von Johann Peter Bach aus Hungen umgegossen. Die beiden großen Bronzeglocken mussten 1943/44 an die Rüstungsindustrie abgeliefert werden, entgingen aber dem Einschmelzen und kamen 1947 aus Hamburg wieder zurück. Das Geläut ist seit 1979/80 elektrifiziert.
| Nr. | Name               | Gussjahr  | Gießer, Gussort                           | Durchmesser (mm) | Masse (kg) | Schlagton | Inschrift                                                                                      | Bild |
| 1   |                    | 1749      | B. und J. Schneidewind, Frankfurt am Main | 710              | 229,5      | dis2      | „1749 + GOSS MICH BENEDIC UND IOHANN GEORG [? …]“                                              |      |
| 2   |                    | 1789      | Peter Bach, Hungen                        | 650              | 170        | d2        | „GOTT ALLEIN DIE EHR DEN 16. NOV. 1789 GOSS MICH PETER BACH VON HUNGEN VOR DEN ORT LARDENBACH“ |      |
| 3   | Vater-Unser-Glocke | 1250–1350 | unbezeichnet                              | 480              | 65         | ais2      | „Hilf Maria“                                                                                   |      |